# Hugues de Cayeu
Hugues de Cayeu, mort le 13 janvier 1438, est un prélat catholique français du XVe siècle, issu d'une famille noble de Picardie qui étendit son influence sur le Ponthieu et le Vimeu du Xe   au   XVe siècle.

## Biographie

### Famille
Hugues de Cayeu est le fils de Jean, seigneur de Cayeux-sur-Mer, de Bouillancourt-en-Séry et de Monchy et de Jacquette d'Ailly. Hugues était le dernier représentant de la famille depuis la mort de son père Jean et de son frère Mathieu lors de la bataille d'Azincourt. 

### Carrière ecclésiastique
Hugues de Cayeu est prévôt de Saint-Omer, évêque d' Arras à partir de 1426 et conseiller du roi Charles VII et du duc de Bourgogne Philippe le Bon.
Sous son épiscopat le Traité d'Arras (1435) est conclu entre Charles VII, roi de France, et Philippe, duc de Bourgogne à l'abbaye Saint-Vaast. 
La cathédrale et le palais épiscopal durent à ses libéralités des avantages importants. On lui doit la construction des voûtes de la Cathédrale Notre-Dame-en-Cité d'Arras.
Dans le contexte de la Guerre de Cent Ans, il est à l'origine en 1430 de la destruction de l'église de Bouillancourt-en-Séry qui était alors trop proche de sa propriété le château de Bouillancourt, château qu'il vend en 1435 à Jean de Bourgogne.